# 염화 암모늄
염화 암모늄(Ammonium Chloride, Sal Ammoniac)은 암모늄염의 일종이다. 화학식은 NH4Cl이다. 북정사(北庭砂), 염안(鹽安)이라고도 한다.

## 특성
분자량은 53.50이며, 백색의 결정성 고체로 존재한다. 350 °C에서 분해되며, 통제된 환경에서는 520 °C에서 승화된다. 비중은 1.52이다. 물에 쉽게 용해되고, 암모니아 수용액에도 잘 용해되지만, 메탄올에는 약간 녹는다.

## 제법
염화 암모늄은 암모니아와 염화 수소의 중화반응으로 얻을 수 있다. 반응식은 다음과 같다.
NH3 + HCl → NH4Cl
또는 수산화 암모늄과 염화 수소와의 반응으로도 얻을 수 있다. 반응식은 다음과 같다.
NH4OH + HCl → NH4Cl + H2O
반응 이후 건조, 결정화, 분리 과정을 거친다.

## 용도
염화 암모늄은 물에 녹아 암모늄 이온과 염화 이온을 내놓으므로 물의 전기전도도를 상승시키기 때문에 건전지의 전해액으로 이용된다. 또한 염화 암모늄은 납땜시 녹은 금속이 직접 공기와 접하는 것을 막는 플럭스로 사용된다. 이 외에 직물의 착색, 가죽의 무두질, 다른 암모늄 화합물을 합성하는 데에 재료로도 사용된다.
염화 암모늄은 일반적으로 비료의 질소 공급원으로는 적합하지 않다. 염화암모늄은 염소를 포함하고 있는데, 염소 성분이 토양에 축적될 경우 토양에 좋지 않은 영향을 끼치기 때문이다.
또한 염화 암모늄은 크기가 큰 살오징어목의 생물들이 부력을 얻기 위해 흔히 사용한다.

## 신체에 미치는 악영향
위장을 자극하여 구역질, 구토, 설사 등이 일어나게 한다.
호흡기를 자극하여 기침, 숨 가쁨 등이 일어나게 한다.
피부를 자극하여 발적과 가려움과 통증을 느끼게 한다.
눈을 자극하여 발적과 통증을 느끼게 한다.

## 같이 보기
- 황산 암모늄
- 인산 암모늄

## 참고 문헌
- Considine, G. D. et al., Van Nostrand's encyclopedia of chemistry, 5th edition, Hoboken : Wiley-Interscience, 2005.
- https://web.archive.org/web/20080602131833/http://www.jtbaker.com/msds/englishhtml/A5724.htm